# ميان ميان
ميان ميان (بالصينية: 棉棉) هي كاتِبة وكاتبة سيناريو صينية، ولدت في 28 أغسطس 1970 في شانغهاي في الصين.

## وصلات خارجية
- ميان ميان على موقع IMDb (الإنجليزية)
- ميان ميان على موقع ديسكوغز (الإنجليزية)
- ميان ميان على موقع قاعدة بيانات الفيلم (الإنجليزية)